# Haiku
Haiku — вільна операційна система для персональних комп'ютерів, перша версія якої націлена на бінарну сумісність з операційною системою BeOS.

## Історія
Із закриттям розробки операційної системи BeOS, і продажем всієї її інтелектуальної власності фірмі Palm, перед ентузіастами BeOS постало завдання подальшого розвитку й існування цієї операційної системи взагалі. Оскільки система була багато в чому унікальною і передовою, її адепти вирішили, щоб уникнути юридичних і технічних проблем, переписати все з нуля, з повністю відкритим початковим кодом, забезпечивши максимально можливу двійкову сумісність з останньою версією BeOS — 5.0.
Проєкт спочатку називався OpenBeOS, потім OBOS, і, урешті-решт, Haiku. Ім'я проєкту було вибране на честь повідомлень про помилки, що видаються браузером NetPositive: вони були неримовані японські тривірші — хайку (або ж «хоку»).
Як і було заплановано 14 вересня 2009 року вийшла перша альфа-версія Haiku. Перша альфа-версія націлена в основному на розробників.

## Особливості
Деякі особливості ОС Haiku:
- Систему написано на C++; початковий код ОС здебільшого поширюються під вільною ліцензією MIT, виняток становлять деякі бібліотеки, медіакодеки і компоненти, запозичені з інших проєктів;
- Базується на технологіях BeOS 5 і націлена на бінарну сумісність з застосунками для цієї ОС. З коду BeOS до складу Haiku включений файловий менеджер Tracker і панель Deskbar, початковий код яких було відкрито після відходу BeOS зі сцени;
- Мінімальна вимога до устаткування: CPU Pentium III 400 МГц і 128 МБ оперативної пам'яті. Підтримуються платформи IA-32, x86-64 та ARM, неофіційно RISC-V[1], ведуться роботи[коли?] зі створення версії для PowerPC і MIPS;
- Орієнтована на персональні комп'ютери, використовує власне ядро, побудоване на основі мікроядерної архітектури, оптимізоване для високої чутливості до дії користувача й ефективного виконання багатониткових застосунків. Для розробників представлений об'єктно-орієнтований API;
- Файлова система — OpenBFS, що підтримує розширені атрибути файлів, журналювання, 64-розрядні вказівники, підтримку зберігання метатегів (для кожного файлу можна зберегти атрибути у формі ключ = значення, що робить ФС схожою на базу даних) і спеціальних індексів для прискорення вибірки за ними. Для організації структури директорій використовуються "B+ tree" дерева. Максимальний розмір файлу — 260 Гб, розділу — 2 ексабайт;
- У комплекті поставляється веббраузер WebPositive на базі рушія Webkit.

## Інтерфейс користувача

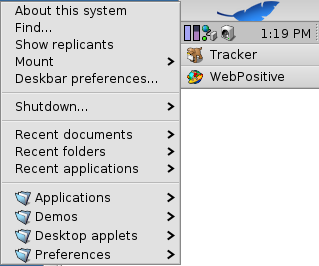
"Deskbar"

Графічний інтерфейс користувача складають Tracker, файловий менеджер, та Deskbar, панель завдань що завжди розміщена поверх інших у верхньому правому кутку екрана, і яка містить меню, трей і список запущених програм. Tracker є еволюцією OpenTracker, який випущений під ліцензією з додатками що обмежують використання торгових марок Be Inc. Zeta також модифікувала OpenTracker для своєї операційної системи.
Іконки в Haiku спроєктував Стефан Асмус і вони називаються stippi. Асмус також створив Haiku Vector Icon Format (HVIF) — векторний формат зберігання іконок в Haiku, націлений на швидкий рендеринг і невеликі розміри файлів.

## Зноски
1. ↑  Booting our RISC-V images (англ.). 7 листопада 2021. Архів оригіналу за 18 січня 2022. Процитовано 1 січня 2022.
2. ↑  Open Tracker License, revision 1.1.1.1. Be Inc. 21 вересня 2001. Процитовано 10 серпня 2011.
3. ↑  WORLD EXCLUSIVE: First Look at YellowTAB's Zeta – OSnews. www.osnews.com. Процитовано 27 листопада 2023.
4. ↑  Haiku®'s Icons - Haiku, Inc. www.haiku-inc.org. Процитовано 27 листопада 2023.
5. ↑  Why Haiku Vector Icons are So Small.